# Тера Бела (Калифорнија)
Тера Бела (енгл. Terra Bella) насељено је место без административног статуса у америчкој савезној држави Калифорнија.

## Демографија
По попису из 2010. године број становника је 3.310, што је 156 (-4,5%) становника мање него 2000. године.
| Група             | 2000.         | 2010.         |
| Белци             | 368 (10,6%)   | 308 (9,3%)    |
| Афроамериканци    | 19 (0,5%)     | 5 (0,2%)      |
| Азијати           | 124 (3,6%)    | 75 (2,3%)     |
| Хиспаноамериканци | 2.910 (84,0%) | 2.894 (87,4%) |
| Укупно            | 3.466         | 3.310         |